# Wangerooge
Wangerooge es una de las 32 islas de Frisia, en el Mar del Norte cerca a las costas de los Países Bajos, Alemania y Dinamarca. También es un municipio en el distrito de Frisia, en el estado de Baja Sajonia en Alemania.
Según el censo de 2004, la isla tiene 1055 habitantes. Especialmente en verano, la isla tiene capacidad para más de 7000 visitantes al día. La isla posee un aeropuerto (código AITA: AGE).